# Salvelinus albus
Salvelinus albus är en fiskart som beskrevs av Glubokovsky, 1977. Salvelinus albus ingår i släktet Salvelinus och familjen laxfiskar. Inga underarter finns listade i Catalogue of Life.